# SN 2002ja
SN 2002ja – supernowa typu Ia odkryta 9 listopada 2002 roku w galaktyce A233009-0935. W momencie odkrycia miała maksymalną jasność 22,20m.